# Secte des Barbus

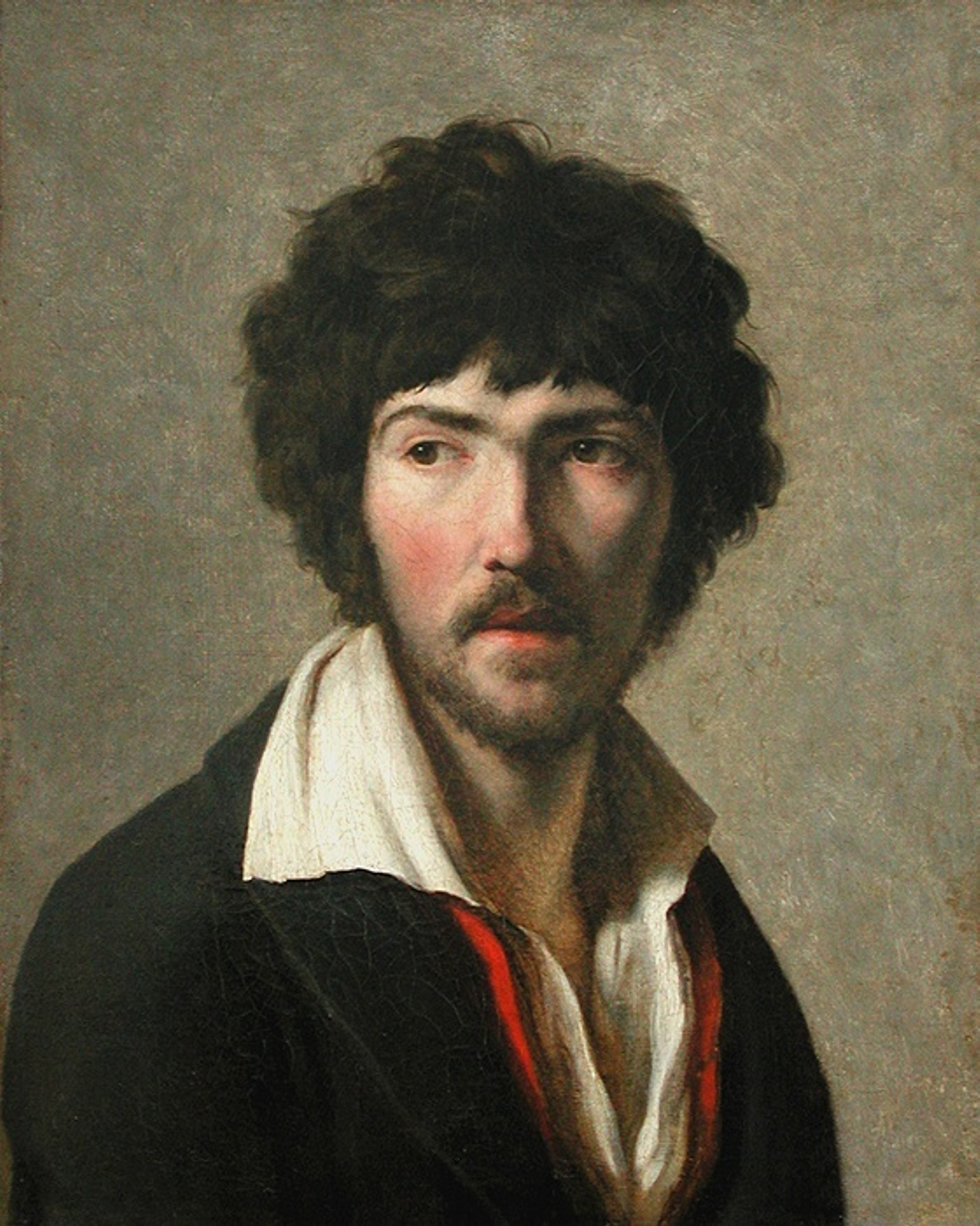
Pierre-Maurice Quay chef de la secte des Barbus, portraituré en 1798 par Henri-François Riesener, musée du Louvre.

La secte des Barbus (nommée aussi les « Primitifs », les « Méditateurs » ou les « Penseurs ») est le surnom donné à un groupe de peintres, élèves de Jacques-Louis David, réunis autour de leur chef Pierre-Maurice Quay, actifs au début des années 1800. Ils entrent en dissidence contre les enseignements de leur maître, en voulant radicaliser le style néoclassique alors en vogue dans la peinture française du début du XIXe siècle. Le groupe se dissout après la mort de Quay, à partir de 1803.

## Esthétique
Le poète Charles Nodier écrit lors de ses années à Paris (1800-1803) :

« As-tu entendu quelque chose de cette société de peintres et de poètes que le vulgaire avait désignés sous le nom d’Illuminés des arts, qu’on appelait plus généralement les Observateurs de l’homme et qui s’étaient modestement nommés les méditateurs de l’Antique ? Tu avais ouï parler souvent de ces jeunes gens qui se piquaient de ressusciter parmi eux les belles formes, les belles mœurs et les beaux vêtements des premiers siècles ; de ces artistes qui portaient l’habit phrygien, qui ne se nourrissaient que de végétaux, qui habitaient en commun, et dont la vie pure et hospitalière était une vivante peinture de l’âge d’or ? Or je les ai trouvés. Il y a deux mois que je passe mes journées au milieu des méditateurs, que je vis avec eux, que je mange leur lait et leur miel, que je m’asseois sur leurs nattes, et que je retrempe mon être à leur école. »

— Charles Nodier
Poussant l’idée du néoclassicisme à son extrême, les Barbus réclament un retour à une peinture basée sur les motifs linéaires purs des vases grecs ou sur les compositions simples du début de la Renaissance italienne. Ils choisissent leurs sujets parmi l'Iliade et l'Odyssée d’Homère, les poèmes d’Ossian ou l’Ancien Testament. Ils étendent leur pensée au-delà de la peinture pour l’appliquer à la vie elle-même et se constituent pratiquement en secte. Charles Nodier écrit encore :

« Au-delà de la réforme de la peinture, de la réforme de la société, devint une métaphysique. […] Le sentiment général qui leur tenait d'abord de religion […] c'était au commencement l'amour, le fanatisme de l'art. À force de le perfectionner, de l'épurer au foyer de leur âme, ils étaient arrivés à la nature modèle, à la nature grande et sublime, et l'art ne leur offrit plus, à cette seconde époque […] qu'un objet de comparaison et qu'une ressource de métier. La nature elle-même se rapetissa enfin devant leur pensée, parce que la sphère de leurs idées s'était élargie. Ils conçurent qu'il y avait quelque chose de merveilleux et '’incompréhensible derrière le dernier voile d’Isis, et ils se retirèrent du monde, car ils devinrent fous, c'est le mot, comme les thérapeutes et les saints, fous comme Pythagore et Platon. Ils continuèrent cependant à fréquenter les ateliers, à visiter les musées, mais ils ne produisirent plus. »

— Charles Nodier
Selon Delécluze (qui côtoyait les Barbus sans adhérer à leur secte), les Barbus — et Maurice Quay en particulier, dit « Don Quichotte » ou « Agamemnon », qui développe et professe des théories « humanitaires » mêlant art et morale — pratiquent des formes de théâtre, de pantomime « burlesque » issues du vaudeville, et se promènent dans Paris, vêtus, pour l'un en Agamemnon, et pour un autre, en Pâris avec l'habit phrygien en 1799, tout droit sorti d'un tableau de David.
David les ayant chassés de son atelier après les critiques ouvertes proférées contre lui lors de l’exposition de L’Intervention des Sabines, ils se regroupent dans un monastère abandonné de la région parisienne.
Delécluze s'amuse à comparer les Barbus de 1800 aux barbus et moustachus de 1832, les romantiques : Lamartine, Victor Hugo, Mérimée, Sainte-Beuve, Schnetz, Horace Vernet ou Delacroix. Critiquer Les Barbus devient une manière de s'attaquer indirectement au tournant artistique de David avec Les Sabines.

## Membres
- Pierre-Maurice Quay
- Jean Broc
- Guillaume-François Colson
- Paul Duqueylar,
- Jean-Pierre Franque
- Joseph-Boniface Franque
- Lucile Franque (née Messageot épouse de Jean-Pierre Franque)
- Antoine-Hilaire-Henri Périé

À son apogée, le groupe comptait une soixantaine de membres.
Même s’il ne fait pas partie de leur groupe, Ingres est certainement influencé par eux lors de son éducation à l'atelier de David, sinon dans leur recherche de couleurs, au moins dans leur obsession de la ligne pure.

## Œuvres
Les Barbus ne produisent que peu de toiles. À l'exception d'une Tête d'étude au musée Granet d'Aix-en-Provence, il n’en existe aucune connue de Quay, mort prématurément à 24 ans.

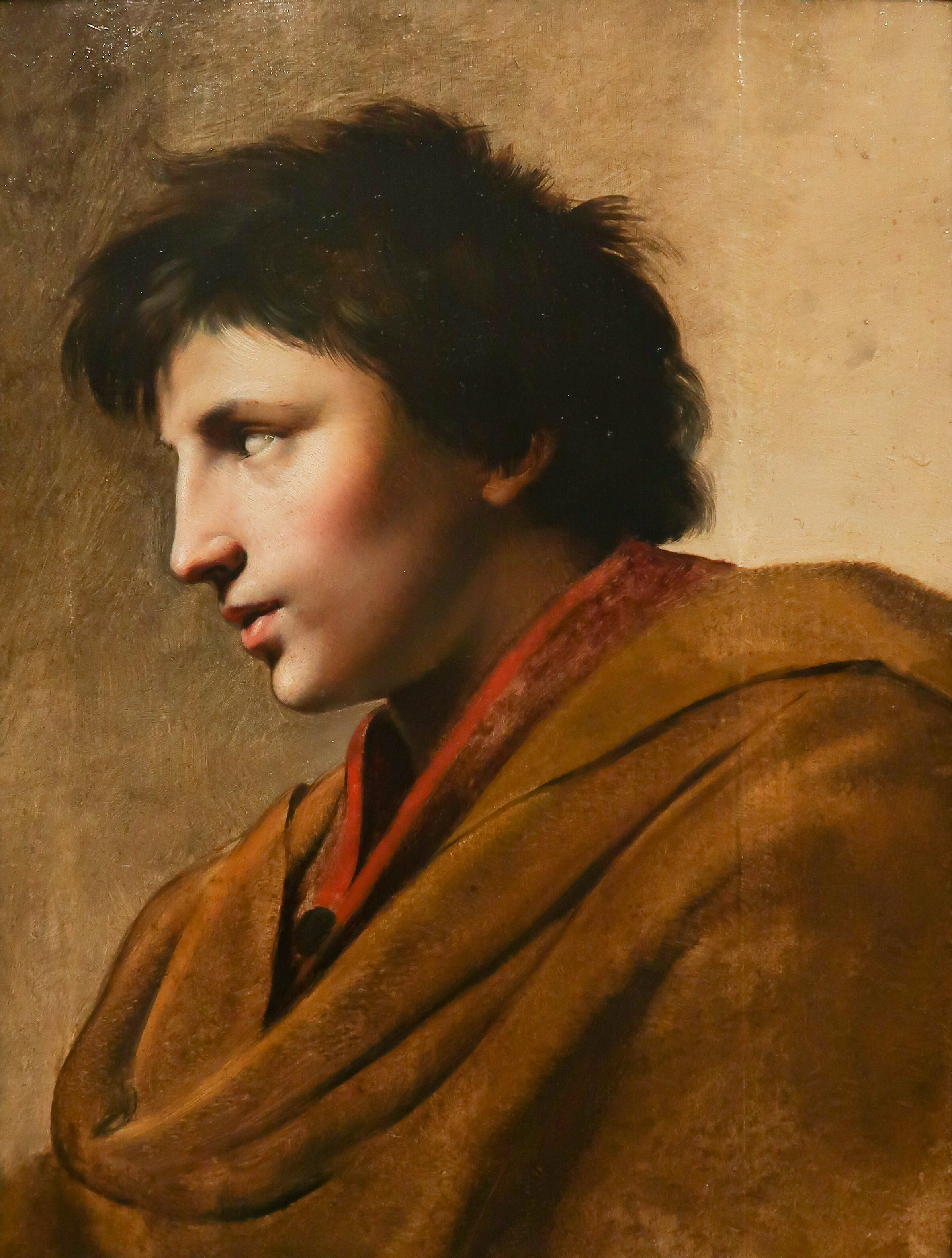
Pierre-Maurice Quays, tête d'étude musée Granet d'Aix-en-Provence
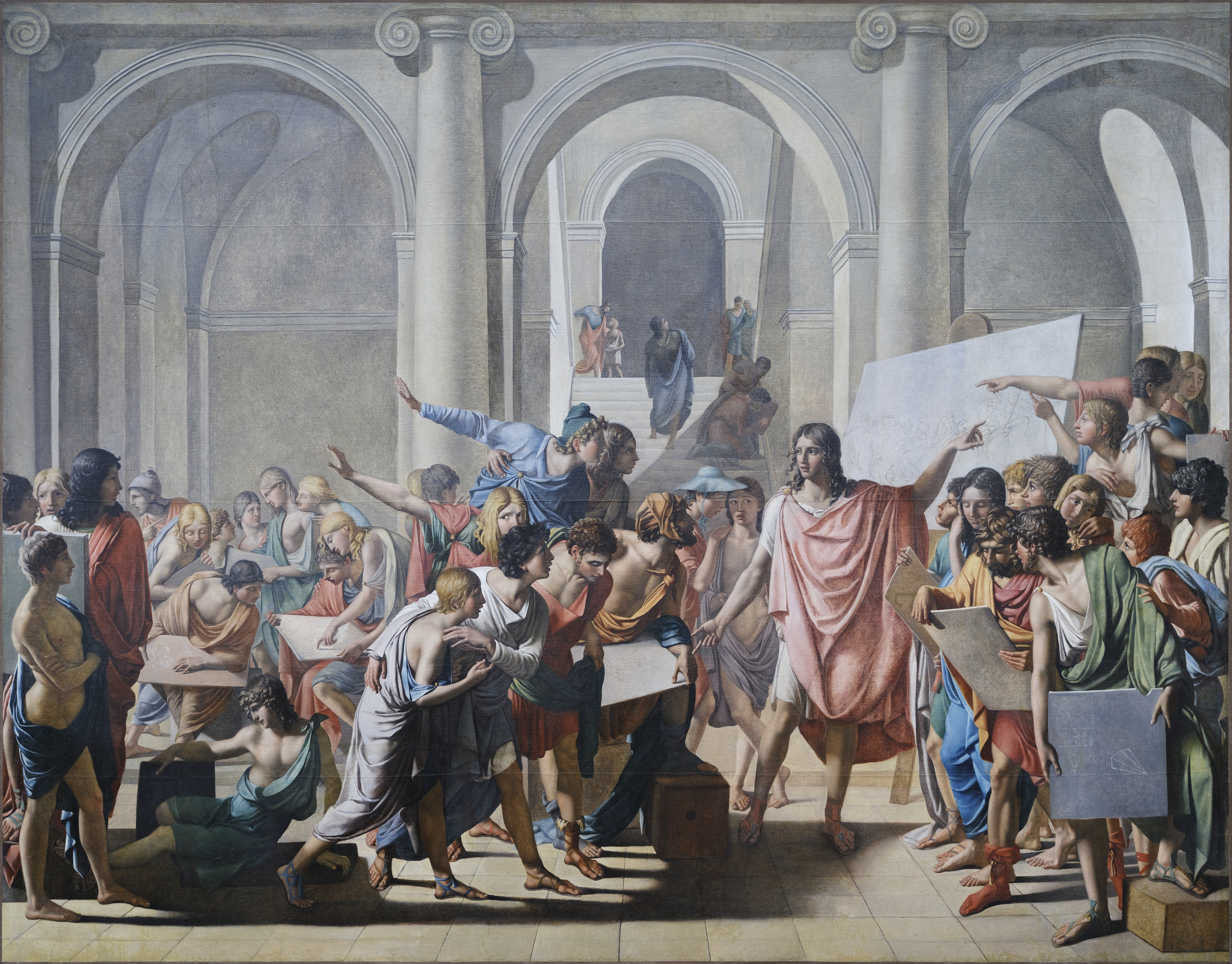
Jean Broc, L'École d'Apelle, 1800, musée du Louvre
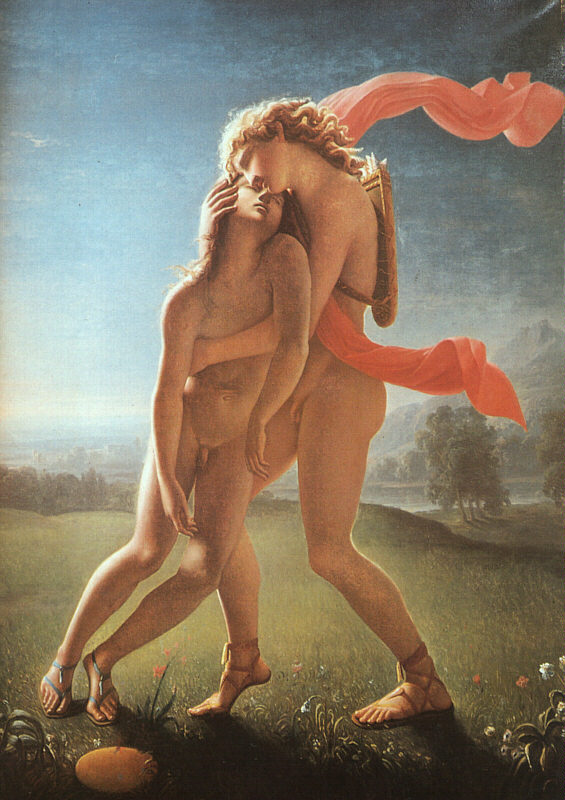
Jean Broc, La Mort d'Hyacinthe, 1801, musée de Poitiers
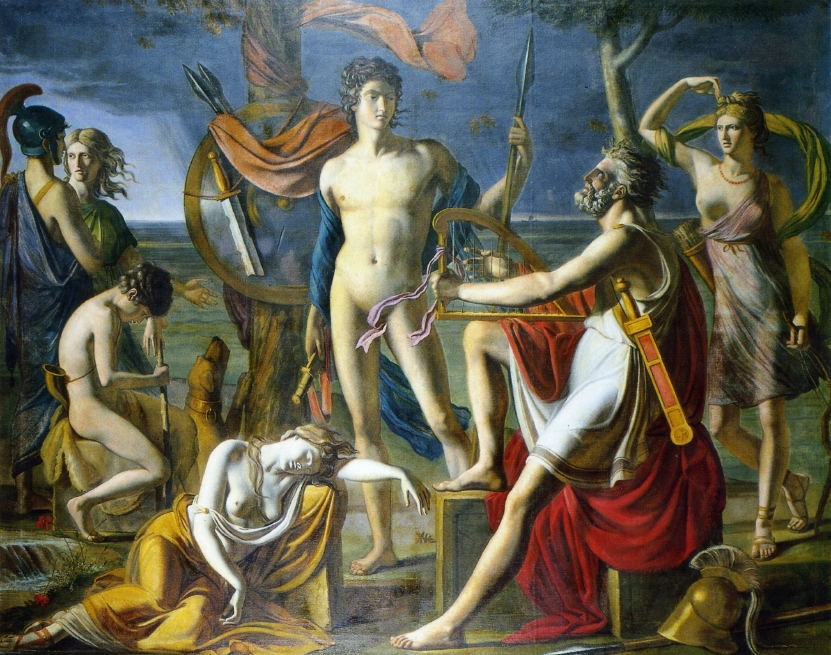
Paul Duqueylar, Ossian chantant ses vers, 1800, musée Granet
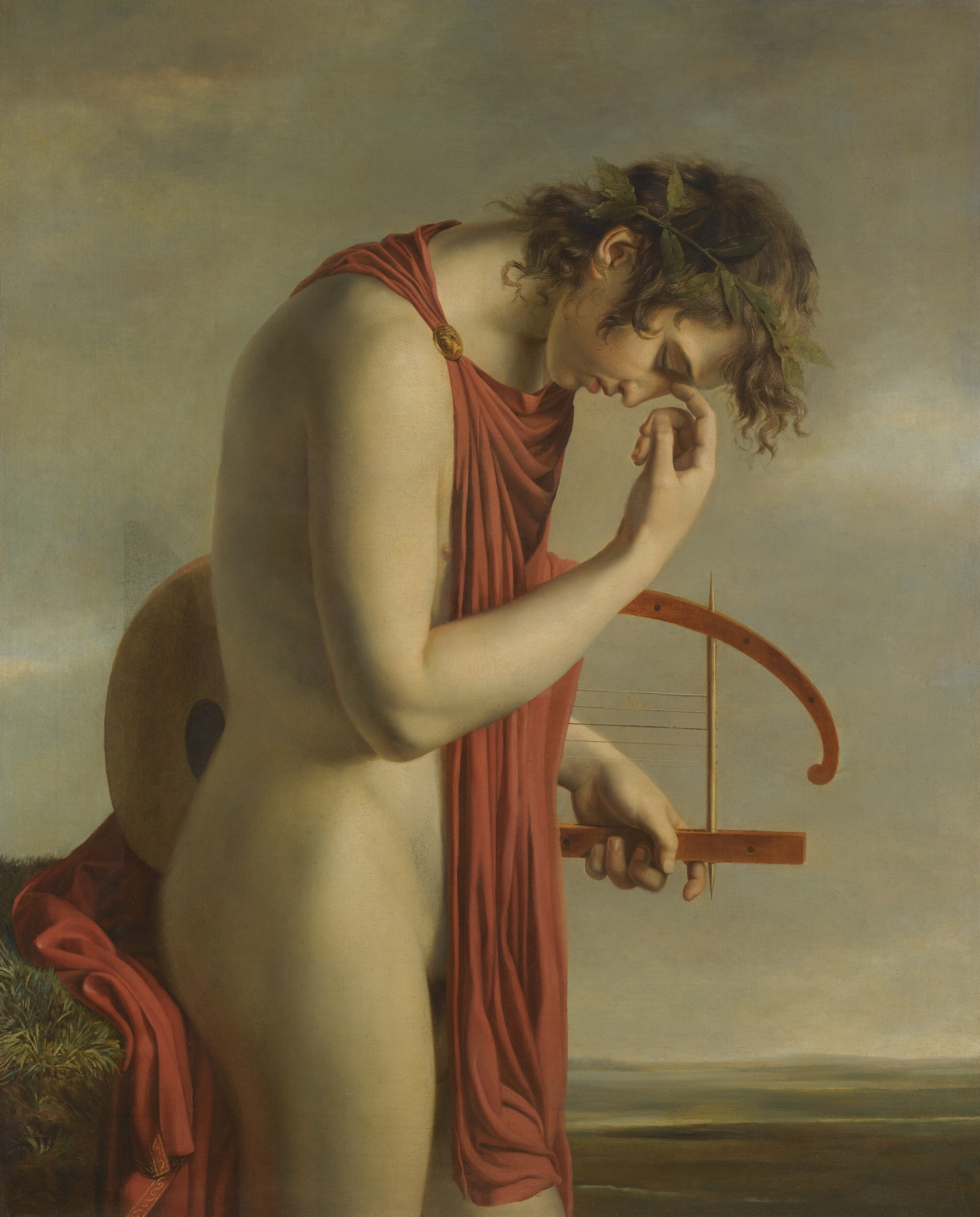
Paul Duqueylar (attribué à), Orphée, 1800, coll. privée